# Mycerobas icterioides

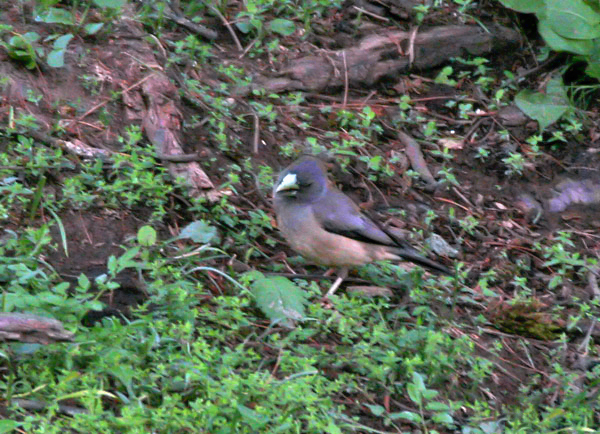
Con trống tại Bhandak Thaatch (8500 ft.) ở quận Kullu-Manali của Himachal Pradesh, Ấn Độ.

Mycerobas icterioides là loài chim thuộc họ Fringillidae.

## Hình ảnh

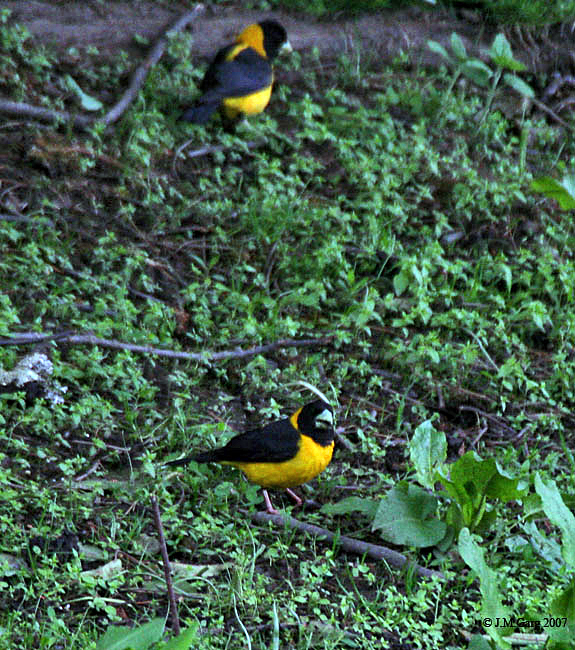
Con trống ở Bhandak Thaatch (8500 ft.) quận Kullu-Manali của Himachal Pradesh, Ấn Độ.
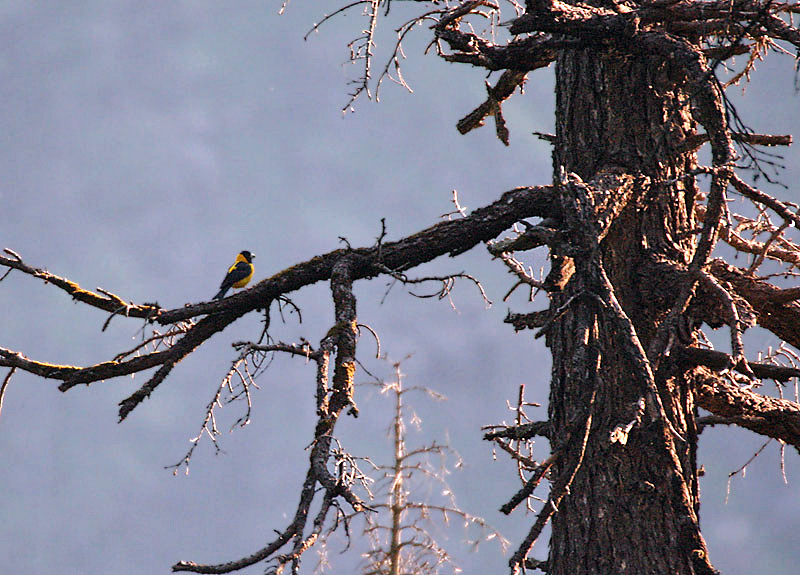
Con trống tại Guna Pani (9000 ft.) ở quận Kullu-Manali của Himachal Pradesh, Ấn Độ.
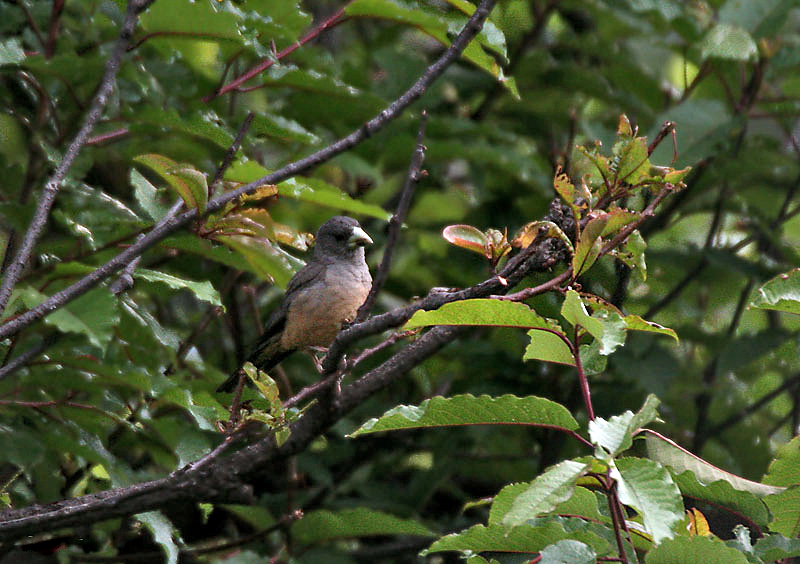
Con mái tại Bhandak Thaatch (8500 ft.) ở quận Kullu-Manali của Himachal Pradesh, Ấn Độ.